# I Hear You
I Hear You — дебютный студийный альбом южнокорейской певицы и диджея Peggy Gou, вышедший 7 июня 2024 года на лейбле XL Recordings. В него вошли синглы «I Go», «(It Goes Like) Nanana», «I Believe in Love Again» с Ленни Кравицем и «1+1=11». Альбом также включает совместную работу с Виллано Антильяно.

## Предыстория и темы
Гоу назвала I Hear You «больше, чем просто дебютным альбомом», поскольку, по её мнению, он «воплощает в себе бесчисленные часы самоотдачи в путешествии к созданию чего-то вневременного». На альбом повлияла хаус-музыка 1990-х.
Гоу выпустила песню «1+1=11» в качестве сингла одновременно с анонсом альбома в апреле 2024 года, которая должна была олицетворять тему альбома — «единение». Гоу сотрудничала с исландско-датским художником Олафуром Элиассоном в работе над видео на песню «1+1=11», он же создал угловые зеркала, которые она носит вокруг ушей на обложке, и написал стихотворение «Your Planet Seen from Within» для первого трека «Your Art».

## Отзывы
| Совокупная оценка    | Совокупная оценка |
| Источник             | Оценка            |
| -------------------- | ----------------- |
| Metacritic           | 73/100            |
| Оценки критиков      |                   |
| Источник             | Оценка            |
| AllMusic             | [ 8 ]             |
| Exclaim!             | 8/10              |
| The Line of Best Fit | 9/10              |
| NME                  | [ 1 ]             |
| Pitchfork            | 6.2/10            |

Альбом получил положительные отзывы музыкальной критики и интернет-изданий. I Hear You получил 74 балла из 100 на агрегаторе рецензий Metacritic на основе 10 отзывов критиков, которые сайт классифицировал как «в целом благоприятный» приём.
Stereogum назвал его альбомом недели, а Том Брейхан написал, что его «короткие, резкие и пробивные» треки «не похожи на терпеливые, вдумчивые треки на её мини-альбома. В этом альбоме она жаждет крови. I Hear You работает в русле танцевальных 90-х, которые вдохновили её на запись, но при этом звучит как поп-альбом». Скай Бутчард из NME считает, что «два среднетемповых трека в начале затормозили темп записи», но «альбом набирает обороты в своей исследовательской второй половине» и «когда он работает, это как будто впервые найти танцевальную музыку. В I Hear You есть чистота, которая даст многим это ощущение».
Каллум Фоулдс из The Line of Best Fit заключил, что Гоу «отдаёт дань уважения [своим] талантам, прокладывая путь, который принадлежит только ей, путь, на котором она несёт будущее танцевальной музыки и все её веселье». Крис Брайсон из Exclaim! заявил, что «Гоу известна захватывающим эклектизмом в своих диджейских сетах, и это качество сияет с растущей универсальностью на I Hear You», описав альбом как «мастерскую первую полную дозу калейдоскопического „K-house“ Гоу» и «поразительный и динамичный баланс между знакомостью и свежестью». Пол Симпсон из AllMusic счёл, что альбом «гораздо ближе к тому типу рискованных альбомов, которые поклонники ожидают от неё, основываясь на её эклектичных диджейских сетах, и, кажется, заключает её музыкальную эволюцию и влияния в десяти песнях». Чал Рэйвенс из Pitchfork счёл, что Гоу «отбирает культовые звуки из расцвета хаус-музыки 80-х и 90-х», но заключил, что «нет смысла разбрасываться грандиозными концепциями, как блёстками, чтобы почувствовать себя серьёзным автором альбома — просто сделайте погромче „нананы“ и продолжайте пить пинья-коладу».

## Список композиций
Слова и музыка всех песен — Peggy Gou; слова «Your Art» написаны вместе с Olafur Eliasson; «I Believe In Love Again» написана вместе с Lenny Kravitz; «All That» написана вместе с Arnold Hennings, Courtney Sills, Daron Jones, Kevin Lyttle, Marvin Scandrick, Michael Keith, Quinnes Parker, и Villana Santiago Pacheco..
| №                   | Название                                    | Длительность |
| ------------------- | ------------------------------------------- | ------------ |
| 1.                  | «Your Art»                                  | 1:57         |
| 2.                  | «Back to One»                               | 4:58         |
| 3.                  | «I Believe in Love Again» (с Lenny Kravitz) | 2:56         |
| 4.                  | «All That» (при участии Villano Antillano)  | 3:53         |
| 5.                  | «(It Goes Like) Nanana» (edit)              | 3:51         |
| 6.                  | «Lobster Telephone»                         | 5:20         |
| 7.                  | «Seoulsi Peggygou» (서울시페기구)           | 2:37         |
| 8.                  | «I Go»                                      | 5:32         |
| 9.                  | «Purple Horizon»                            | 3:41         |
| 10.                 | «1+1=11»                                    | 5:32         |
| Общая длительность: | Общая длительность:                         | 40:17        |

## Чарты
| Чарт (2024)                                  | Высшая позиция |
| -------------------------------------------- | -------------- |
| Австралия (Vinyl Albums, ARIA)               | 7              |
| Бельгия/Фландрия (Ultratop)                  | 55             |
| Литва (AGATA)                                | 37             |
| Шотландия (Scottish Albums Chart)            | 5              |
| Швейцария (Schweizer Hitparade)              | 83             |
| Великобритания (UK Albums Chart)             | 39             |
| Великобритания (UK Dance Albums Chart)       | 3              |
| Великобритания (UK Independent Albums Chart) | 2              |